# Оппенхаймер, Джошуа
Джошуа Линкольн Оппенхаймер (англ. Joshua Lincoln Oppenheimer; род. 23 сентября 1974, Остин, Техас, США) — американский кинорежиссёр и писатель. Художественный руководитель Центра документального и экспериментального кино Вестминстерского университета в Лондоне. Живёт и работает в столице Дании — Копенгагене.

## Биография
Джошуа Оппенхаймер родился 23 сентября 1974 года в городе Остин штата Техас, в США, в семье профессора политологии Мэрилендского университета и профсоюзной активистки. Со стороны отца, его дедушка был родом из Франкфурта, а бабушка — из Берлина. Дед выехал из Германии задолго до прихода Гитлера к власти. Он учился в США, а потом сумел съездить обратно и вывезти свою жену и её родителей. Остальные члены семьи, не успевшие спастись, были уничтожены во время Холокоста. Джошуа вырос в Вашингтоне (округ Колумбия) и Санта-Фе (Нью-Мексико), проведя половину своего детства с мачехой, большинство членов семьи которой, из Вены, тоже были убиты.
В 1996 году Джошуа поступил на режиссёрский факультет Гарвардского университета и вошёл в члены студенческого общества «Phi Beta Kappa». В том же году, во время учёбы в Центральном колледже искусства и дизайна имени Святого Мартина в Лондоне, Оппенхаймер получил стипендию Маршалла. Для съёмок фильма «Места, которые мы научились звать своим домом» (1996), Оппенхаймер, притворившись «жертвой инопланетян», проник в крайне правые и расистские группы американской милиции. Фильм получил премию «Золотой шпиль» на кинофестивале в Сан-Франциско. В 1997 году за фильм «Полная история покупки Луизианы», в котором сочетается правда и вымысел, а именно история женщины, убившей своего ребенка в микроволновой печи, интервью с «антихристом» и его любящей матерью, христианами-фундаменталистами, специалистами по «летающим тарелкам», членами «милиции» и изобретателем микроволновки, Джошуа получил грант Хупса. Кроме того, этот фильм выиграл премию «Золотой Хьюго» на Международном кинофестивале в Чикаго, а известный режиссёр Душан Макавеев назвал его «чудовищно красивым портретом Америки конца тысячелетия». В том же году, за серию художественных инсталляций Оппенхаймер получил грант Тимоти С. Майера. Окончил Гарвард со степенью бакалавра искусств с наибольшим почётом, а докторскую степень получил в Центральном колледже.
С 2001 по 2003 год Оппенхаймер снял несколько короткометражных фильмов: «Чары Земли» (2001, 1 минута), «Обзор рынка» (1 мин.), «Muzak: инструмент управления» (2002, 3 мин.), Краткая история рая, рассказанная тараканами (2003, 3 мин.) и Открытка из Сан-Сити, штат Аризона (4 мин.).
Любимые режиссёры:
- Ритхи Пань
- Жан Руш
- Кидлат Тахимик[англ.]
- Апичатпонг Вирасетакул
- Вернер Херцог

С 2004 по 2012 год Оппенхаймер работал в Индонезии, и первым его фильмом стал «Записи глобализации», рассказывающий о пути этой страны к глобальной экономике через репрессии и милитаризм. Затем последовали «Шоу силы» (2007) и «Несколько примеров упадка промышленности в индустриализованном мире» (2008).
В то же время, Оппенхаймер заинтересовался жизнью рабочих на плантации в Медане, пытавшихся бороться с распылением химикатов, но не могущих создать профсоюз из-за боязни мести со стороны убийц их родственников во время массовой резни 1965—1966 годов всех подозреваемых в коммунистической деятельности при содействии США. Оппенхаймер, под влиянием параллелей с известными событиями в Южной Америке, Вьетнаме и Ираке, углубился в эту тему и начал искать виновных, до сих пор находящихся при власти и с улыбками рассказывающих жуткие подробности совершённых ими злодеяний, результатом чего стал фильм «Акт убийства» (2012), получивший множество наград международных кинофестивалей и претендовавший в 2014 году на Премию «Оскар» в категории «лучший документальный полнометражный фильм». Оппенхаймер признавался, что после съёмок фильма:
Я стал намного меньше судить других — и в то же время порог терпения в том, что касается отрицания правды, упал. Фильм во многом об этом: отпирательство, замалчивание правды ведет прямиком в порочный круг лжи, коррупции, моральной пустоты. Ирония в том, что это происходит именно из-за человеческой природы преступников — и вот почему нельзя судить их отстраненно, не пытаясь понять. Преступники тоже люди, а значит, их действия моральны. Так как они моральны, то палачи осознают, что натворили, и, чтобы не испытывать вины, должны защититься от неё — не только избежав наказания, но и придумав себе оправдание. По большому счету, творцы геноцида 1965-го впоследствии переписали индонезийскую историю, защищаясь от чувства вины, что только доказывает, что они обычные люди, такие же, как мы, что они действуют в той же системе морали. Им оказалось проще дегуманизировать жертв, чем признать свою вину, проще запустить порочный круг насилия (ведь одно безнаказанное убийство всегда ведет к другому безнаказанному убийству — тебе придется покрывать свою вину). Поэтому фильм доказывает: зло не противоположно морали, как часто считают, наоборот, мораль часто служит важным элементом механизмов, по которым работает зло.
Позже, на основе отснятого ранее материала, вышел второй фильм дилогии — «Взгляд тишины», вошедший в программу открытия 71-го Венецианского кинофестиваля, став единственным документальным фильмом, претендующим на премию «Золотой лев».

## Фильмография
| Год  | Фильм                                                               | Оригинальное название                                                       |
| ---- | ------------------------------------------------------------------- | --------------------------------------------------------------------------- |
| 1995 | Хью                                                                 | Hugh                                                                        |
| 1996 | Места, которые мы научились звать своим домом                       | These Places We’ve Learned to Call Home                                     |
| 1997 | Вызов производству                                                  | The Challenge of Manufacturing                                              |
| 1997 | Полная история покупки Луизианы                                     | The Entire History of the Louisiana Purchase                                |
| 2001 | Чары Земли                                                          | Land of Enchantment                                                         |
| 2001 | Обзор рынка                                                         | Market Update                                                               |
| 2002 | Muzak: инструмент управления                                        | Muzak: a tool of management                                                 |
| 2003 | Краткая история рая, рассказанная тараканами                        | A Brief History of Paradise as Told by the Cockroaches                      |
| 2003 | Открытка из Сан-Сити, штат Аризона                                  | Postcard from Sun City, Arizona                                             |
| 2004 | Записи глобализации                                                 | The Globalisation Tapes                                                     |
| 2007 | Шоу силы                                                            | Show of Force                                                               |
| 2008 | Несколько примеров упадка промышленности в индустриализованном мире | Several Consequences of the Decline of Industry in the Industrialised World |
| 2012 | Акт убийства                                                        | The Act of Killing                                                          |
| 2014 | Взгляд тишины                                                       | The Look of Silence                                                         |
| 2024 | Конец                                                               | The End                                                                     |

## Интересные факты
В одном интервью Оппенхаймер сказал, что «никто из нас не попадет в рай. Я не верю в рай. Нам нужно создавать свою реальность сейчас, нужно делать со своим временем все, что мы хотим, сейчас, когда мы все живы и вместе».